# Kōriki (Klan)

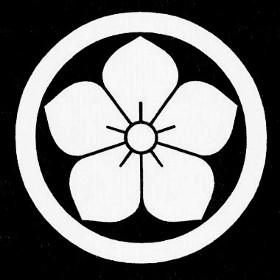
Wappen der Kōriki
(Ballonblume im Kreis)

Die Kōriki (japanisch 高力氏, Kōriki-shi) waren eine Familie des japanischen Schwertadels (Buke), die aus der Provinz Mikawa stammte.

## Genealogie
- Kiyonaga (清長; 1530–1608) war Waffengefährte Tokugawa Ieyasus und wurde 1565 einer der Stadtkommissare (machi bugyō) von Sumpu und bekam dann 1586 den Ehrentitel Kawachi no Kami (河内の守). Im Jahr 1590 erhielt der Burg Iwatsuki in der Provinz Musashi mit einem Einkommen von 20.000 Koku.
- Tadafusa (忠房; 1583–1655), Kiyonagas Enkel, erhielt 1619 die Burg Hamamatsu in der Provinz Tōtōmi und dann 1638 die Burg Shimabara in der Provinz Hizen mit 40.000 Koku.
- Takanaga (高長; 1604–1676), Tadafusas Sohn, wurde 1668 wegen schlechter Amtsführung vom Shogunat abgesetzt und nach Sendai verbannt. Damit verlor die Familie ihren Daimyō-Rang.